# Yüksel Kalaz
Yüksel Kalaz (Safranbolu, 10 augustus 1970) is een Belgisch syndicalist en politicus. 
Hij werkt als technicus bij afvalbeheerder Ivago en is er vakbondsafgevaardigde voor ACV. 
Bij de gemeenteraadsverkiezingen van 2018 werd Kalaz voor de marxistische politieke partij PVDA verkozen als gemeenteraadslid in Gent. Kalaz, Sonja Welvaert en Tom De Meester werden er in 2019 de eerste PVDA-gemeenteraadsleden. Bij de Belgische federale verkiezingen 2019 stond Kalaz in de kieskring Oost-Vlaanderen op de 3e plaats op de PVDA-lijst. Bij de federale verkiezingen van 2024 was hij lijstduwer. Hij komt opnieuw op in de gemeenteraadsverkiezingen van 13 oktober 2024.
In 2023 haalde hij met de organisatie van een iftar 5000 euro op voor de slachtoffers van de aardbeving in Turkije en Syrië op 6 februari.